# Ľubomír Michalík
Ľubomír Michalík (ur. 13 sierpnia 1983 w Czadcy) – słowacki piłkarz występujący najczęściej na pozycji środkowego obrońcy.

## Kariera klubowa
Ľubomír Michalík zawodową karierę zaczął w słowackim klubie FC Senec, w barwach której grał od 2005 do 2007 roku. Po dwóch latach spędzonych w rodzimej lidze przeniósł się do Premier League, gdzie w rundzie jesiennej sezonu 2006/2007 występował w Boltonie Wanderers. Tam jednak Słowak nie zrobił wrażenia na szkoleniowcu angielskiego zespołu i rozegrał zaledwie jedno spotkanie.
Trener "The Trotters" zimą zdecydował się wypożyczyć słowackiego obrońcę do broniącego się przed spadkiem z Championship Leeds United. W drużynie "The Peacocks" Michalík rozegrał siedem meczów. Strzelił w nich jedną bramkę, która zadecydowała o zwycięstwie "Pawi" w spotkaniu z Plymouth Argyle. Później jednak Sam Allardyce – szkoleniowiec Boltonu zdecydował się, aby Michalík wrócił do swojego poprzedniego klubu i pomógł mu w wywalczeniu awansu do Pucharu UEFA.
W 2008 roku słowacki defensor ponownie trafił do Leeds United i wywalczył sobie miejsce w jego podstawowej jedenastce. 5 września 2009 roku strzelił swojego drugiego gola dla Leeds w zwycięskim 2:0 meczu ze Stockport County.
Następnie Michalík  grał w Carlisle United, Portsmouth, Kajracie Ałmaty i DAC Dunajská Streda. 

## Kariera reprezentacyjna
W reprezentacji Słowacji Michalík zadebiutował 10 grudnia 2006 roku w wygranym 2:1 towarzyskim spotkaniu ze Zjednoczonymi Emiratami Arabskimi. W meczu tym Ľubomír zdobył również swoją pierwszą bramkę w drużynie narodowej.